# Tuszhan

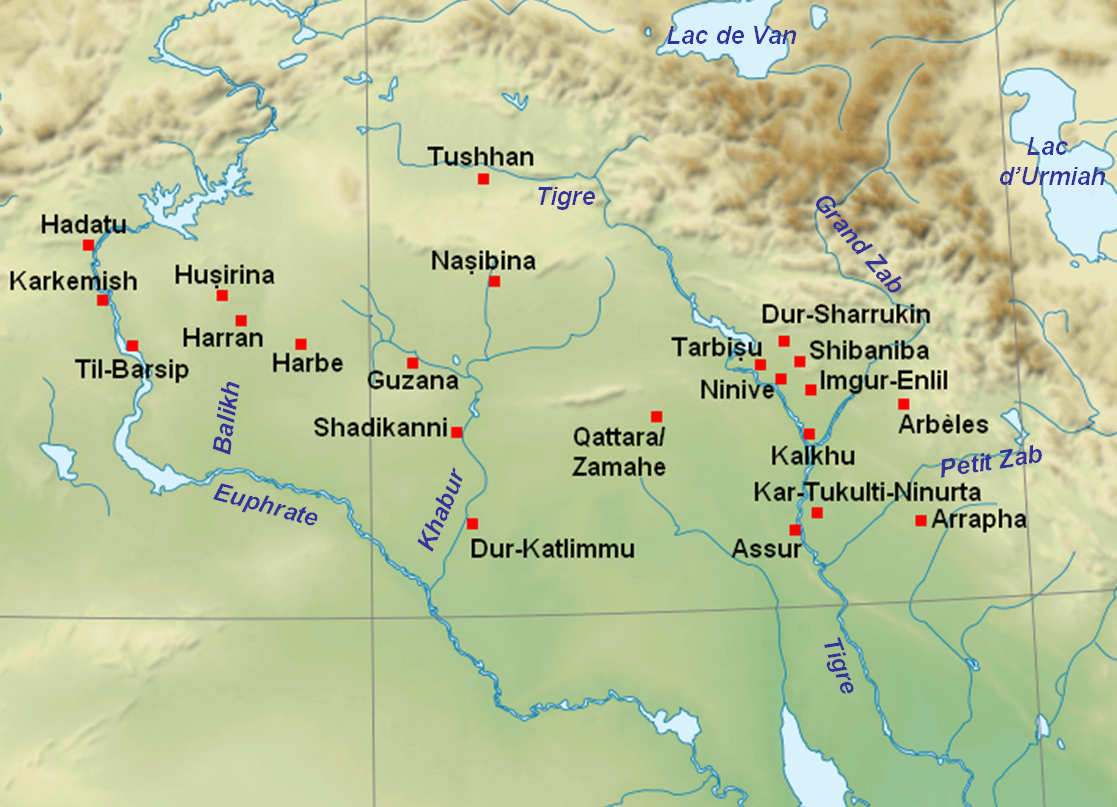
Mapa najważniejszych miast Asyrii z zaznaczonym położeniem miasta Tuszhan

Tuszhan (też Tuszhum i Tuszha) – starożytne miasto w rejonie górnego biegu Tygrysu, poświadczone w tekstach ze środkowego okresu brązu i okresu żelaza; identyfikowane na podstawie znalezisk tabliczek klinowych ze stanowiskiem Ziyaret Tepe w Turcji.
Pod nazwą Tuszhum miasto to wzmiankowane jest po raz pierwszy w tekstach z archiwum z Mari, gdzie występuje jako sojusznik miast Eluhut i Szinamum. Na początku I tys. p.n.e. znajdowało się ono na terytorium aramejskiego królestwa Bit-Zamani, a po podboju tego królestwa w 882 r. p.n.e. przez króla Aszurnasirpala II (883-859 p.n.e.) znalazło się w rękach asyryjskich. Sam król asyryjski w trakcie jednej ze swych wypraw wojennych wkroczył do tego miasta (zwanego w jego inskrypcjach Tuszha) i otrzymał tu od władców krain Bit-Zamani, Szubru, Nirdun, Urumu i Nairi trybut w postaci rydwanów, koni, mułów, wołów i owiec, wina, oraz przedmiotów ze złota, srebra i brązu. W trakcie pobytu w mieście Aszurnasirapli II podjął decyzję o rozpoczęciu w nim prac budowlanych. Na jego rozkaz zburzono stare fortyfikacje i wzniesiono nowe, zbudowano pałac królewski oraz ustawiono w mieście wykonany z białego wapienia posąg tego władcy z umieszczoną na nim inskrypcją mówiącą o jego dokonaniach. Do miasta sprowadzeni zostali asyryjscy osadnicy, a ono samo stało się prowincjonalnym centrum asyryjskiej administracji. O istnieniu prowincji Tuszhan w czasach Aszurnasirpala II świadczy wpis w asyryjskiej kronice eponimów, która jako urzędnika limmu (eponima) w 867 r. p.n.e. wymienia Isztar-emuqaję, gubernatora prowincji Tuszhan. Salmanasar III (858-824 p.n.e.), syn Aszurnasirpala II, przekazał prowincje Tuszhan i Amedi w zarząd Ninurta-kibsi-usurowi, swemu wielkiemu podczaszemu (rab šāqê). Dopiero w czasach Adad-nirari III (810-783 p.n.e.) Tuszhan ponownie stało się oddzielną prowincją. Gubernatorzy prowincji Tuszhan wymieniani są jako eponimowie w 794 r. p.n.e. (Mukin-abua), 764 r. p.n.e. (Sidqi-ilu), 728 r. p.n.e. (Dur-Aszur) i 707 r. p.n.e. (Sza-Aszur-dubbu). Za rządów Tiglat-Pilesera III (744-727 p.n.e.) do prowincji tej przesiedlono ludność deportowaną z podbitych przez niego ziem na zachodzie. Wymieniana jest ona też w tekstach administracyjnych i dokumentach prawnych z czasów Sargona II (722-705 p.n.e.) i Aszurbanipala (669-627? p.n.e.). W końcu VII w. p.n.e. prowincja Tuszhan mogła zostać połączona z prowincją Amedi, gdyż jeden z ówczesnych eponimów, Bel-iqbi, nosi w jednych źródłach tytuł gubernatora Bit-Zamani (tj. Amedi), podczas gdy w innych tytuł gubernatora Tuszhan.